# Мери Елизабет Мастрантонио
Мери Елизабет Мастрантонио (енгл. Mary Elizabeth Mastrantonio; рођен 17. новембра 1958. у Ломбарду, Илиној), америчка је позоришна, филмска и ТВ глумица и певачица.
Глумила је у филмовима као што су Лице са ожиљком (1983), Амбис (1989), Робин Худ: Краљ лопова (1991). Била је номинована за Оскара и Златни глобус за улогу у филму Боја новца Мартина Скорсезеа из 1986. године. Појавила се и у серији Ред и закон: Злочиначке намере  као капетанка Зои Калас.